# Corbeille d'argent à gros fruits
Hormathophylla macrocarpa
Espèce
Classification APG III (2009)
La Corbeille d'argent à gros fruits ou Alysson à gros fruits (Hormathophylla macrocarpa)  est une espèce de plante herbacée de la famille des Brassicacées.

## Description
Plante ligneuse formant un buisson de 20 à 40 cm.

## Habitat et répartition
Plante sauvage habitant les rochers calcaires dans le sud de la France.